# Étienne Báthory
Étienne Báthory (en hongrois Báthory István, en polonais Stefan Batory, en lituanien Steponas Batoras), né le 27 septembre 1533 à Szilágysomlyó et mort le 12 décembre 1586 à Grodno, fut voïvode de Transylvanie (1571-1576) puis prince de Transylvanie (1576-1586) et roi de Pologne (1576-1586).

## Biographie
Étienne Báthory est né le 27 septembre 1533 à Szilágysomlyó dans le comitat de Szilágy en Transylvanie, dans une des familles les plus nobles et les plus anciennes de Hongrie, la famille Báthory. Fils cadet d'István Báthory, voïvode de Transylvanie de 1530 à 1534, il passe sa jeunesse à la cour de Ferdinand Ier de Habsbourg, roi de Bohême et de Hongrie. Il reçoit une bonne éducation. En 1549-1550, il étudie à l'université de Padoue. En plus de son hongrois natal, il parle couramment le latin, l'italien et l'allemand, mais malgré ses compétences linguistiques, il n'apprendra jamais le polonais. Il communiquera avec ses futurs sujets en latin. 
De retour en Hongrie, il participe aux combats contre la Turquie. En 1556, il abandonne le camp des Habsbourg et prend le parti d'Isabelle Jagellon qui, à l'automne de la même année, arriva en Transylvanie avec son fils Jean-Sigismond Zapolya, prétendant au trône de Hongrie. Étienne Báthory s'illustre comme chef militaire dans la guerre contre les Habsbourg. En remerciement pour son action, Isabelle le promeut en 1559 au poste de commandant de la forteresse de Varad.
À partir de 1563, Batory négocie à Vienne la fin de la guerre civile en Hongrie. En 1565, il est arrêté lors des pourparlers de paix par l'empereur Maximilien II puis interné à Vienne, et ne retrouvera sa liberté qu'à l'été 1567.

### Prince de Transylvanie
À la mort du prince Jean-Sigismond Zapolya, le 25 mai 1571, Étienne Báthory est élu prince de Transylvanie par les nobles du pays. Báthory est considéré comme le candidat « national » opposé à Vienne et, l'année suivante, il chasse de Transylvanie le candidat des Habsbourg, Gáspár Bekes. Bekes, soutenu par l'empereur Maximilien II de Habsbourg et les Sicules, est définitivement battu par Báthory, allié aux Ottomans et aux Valaques, lors de la bataille de Kerelőszentpál en 1575.

### Roi de Pologne
Le 12 décembre 1575, Maximilien d’Autriche est élu roi de Pologne par le Sénat et proclamé roi par le primat Jakub Uchański (en), régent pendant l'interrègne. En apprenant ce choix, les nobles, à l'instigation de Jan Zamoyski se soulèvent et le 14 décembre 1575 élisent Étienne Báthory. Ainsi se trouve réalisée l'union personnelle entre la république de deux Nations et la partie de Hongrie demeurée indépendante. 
Pour légitimer son accession au trône, Stefan Batory épouse le 1er mai 1576 Anna Jagellon (1523-1596), la sœur de Zygmunt II August, le dernier roi de Pologne de cette dynastie. Le couple règne conjointement. Le gouvernement de la Transylvanie passe alors à son frère Christophe Báthory. Jan Zamoyski est nommé chancelier.
Bien que récemment divisée, toute la Pologne reconnaît et rend hommage à son nouveau roi. Après la mort de l'empereur Maximilien II en octobre 1576, seul Gdańsk persiste dans la résistance contre Stefan Batory. Le roi combattit la cité réfractaire à son élection (1576-1577). Cependant, mater militairement la puissante ville portuaire s’avère une affaire très longue et sanglante et elle profite surtout au tsar de Moscou, Ivan IV le Terrible, qui attaque la Livonie polonaise à l'été 1577. Batory accepte la médiation de paix du margrave Georges-Frédéric Ier de Brandebourg-Ansbach. Dans le traité conclu avec Gdańsk le 12 décembre 1577, il quitta la ville en lui laissant une autonomie au prix d'un serment d'allégeance et d'une substantielle contribution financière pour son expédition armée contre Moscou.

#### Campagne en Russie 1578-1582
Dès le début, le roi cherche à renforcer son pouvoir. Il écarte de la politique sa femme Anna Jagellon et l'influente famille Zborowski (en) qui a pourtant largement contribué à son élection. Plus tard, en mai 1584, le roi fera exécuter Samuel Zborowski pour avoir comploté à son renversement. 

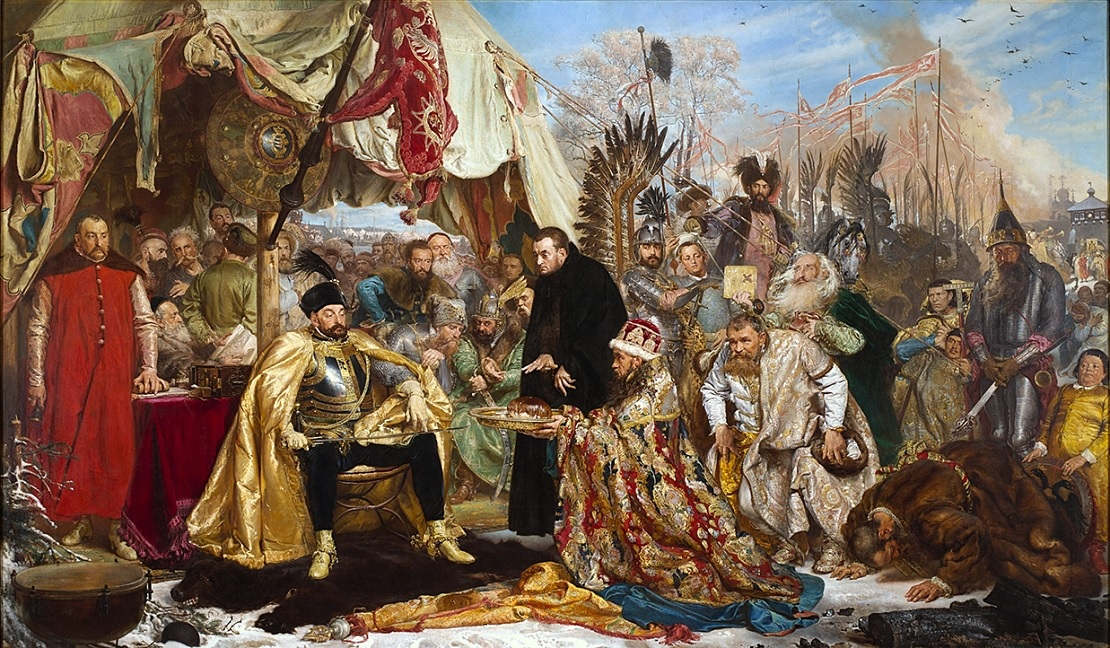
Peinture de Jan Matejko représentant Étienne Báthory à Pskow en 1582.

Dans sa politique intérieure comme extérieure, le roi s'appuie sur Jan Zamoyski dont il fait son plus proche conseiller, grand chancelier et grand hetman de la Couronne.
Voulant obtenir de l'argent de la noblesse pour la guerre à l'Est, le roi renonce à une grande partie de ses pouvoirs judiciaires et transfère les compétences de la plus haute cour d'appel au Tribunal de la Couronne créé en 1578 et au Tribunal lituanien créé en 1581. 
En 1578, le roi réorganise l'armée et augmente les capacités militaires de la République en créant une infanterie composée de paysans des domaines du roi (Piechota wybraniecka). Il renforce les rangs de son armée avec des régiments de mercenaires recrutés parmi les petits bourgeois, paysans, hobereaux et étrangers (essentiellement allemands et écossais). Il développe également une infanterie cosaque. Les lanciers lourdement armés disparaissent presque complètement, Batory les remplaçant par des hussards. La cavalerie est complétée par les unités cosaques et tatares. 
Le plan de campagne contre Moscou est élaboré par le roi et Jan Zamoyski. Il vise à repousser le tsar de la mer Baltique en attaquant la Grande Russie afin de couper la Livonie de Moscou. La mise en œuvre de ce concept commence en 1579 avec la capture de Polotsk, Sokol, Turovla et Soucha. En 1580, l'armée polono-lituanienne prend Velij, Ousviaty (ru), Velikié Louki et Nevel. En 1581, Batory commence le siège de Pskov, alors que ses unités dirigées par Filon Kmita (en) et Krzysztof Radziwiłł ravagent les environs de Rjev sur la Volga et incendient Staraïa Roussa et atteignent Novgorod. La guerre avec Moscou se termine le 15 janvier 1582 avec une trêve de dix ans conclue à Jam Zapolski. Ivan le Terrible perd tous ses gains territoriaux sur la République. Il cède la Livonie, Polotsk, Velij et les terres conquises aux combats et situées dans la partie supérieure de la Daugava.

#### Réformes

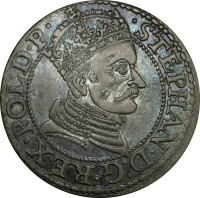
Pièce de monnaie de Gdańsk de 1579 à l'effigie du roi Stefan Batory;

Étienne Báthory continue la politique de la dynastie Jagiellon de tolérance à l’égard de toutes les confessions. Il favorise la réforme catholique et promeut l'éducation. En 1578, il élève le collège jésuite de Vilnius au rang d'Académie de Vilnius, la première université en Lituanie. Toujours par l'appui des Jésuites, en Transylvanie, il a créé, en 1581, Collegium Academicum Claudiopolitanum, l'ancêtre de l'actuelle université Babeș-Bolyai de Cluj, qui délivrait des titres universitaires/académiques de baccalaureus, magister et doctor. 
Il apporte des réformes dans l'administration civile. Il réforme le système monétaire et fonde de nouvelles monnaies royales à Olkusz, Poznań et Malbork. Il met en place un système de gestion unique et une nouvelle ordonnance sur les pièces promulguée le 24 avril 1578 qui spécifie les types de pièces pouvant être frappées, leur valeur, composition et leur poids. L'ordonnance prévoit cinq espèces de pièces de monnaie en argent: thalers (talar), demi-thalers, triplets, groschen (grosze) et shillings (szeląg).
Il meurt subitement le 12 décembre 1586 à Grodno d'un accès de colère (probablement victime d'une rupture d'anévrisme). 
Il est inhumé à Cracovie dans la crypte de la cathédrale du Wawel.